# Ляды (Жлобинский район)
Ляды (бел. Ляды) — деревня в Новомарковичском сельсовете Жлобинского района Гомельской области Беларуси.

## География

### Расположение
В 29 км на юг от Жлобина, 16 км от железнодорожной станции Мормаль (на линии Жлобин — Калинковичи), 85 км от Гомеля.

## Транспортная сеть
Транспортные связи по просёлочной, а затем автомобильной дороге Папоротное — Жлобин. Планировка состоит из изогнутой широтной улицы, застроенной двусторонне деревянными усадьбами.

## История
По письменным источникам известна с XIX века как деревня в Якимово-Слободской волости Речицкого уезда Минской губернии. В 1879 году упомянута в числе населённых пунктов Якимо-Слободского церковного прихода. В конце XIX века на юго-западной окраине построена ветряная мельница (сейчас памятник деревянного строительства).
В 1929 году организован колхоз «Коминтерн», работали 2 ветряные мельницы и конная круподробилка. Во время Великой Отечественной войны оккупанты сожгли 19 дворов. 66 жителей погибли на фронте. Согласно переписи 1959 года в составе колхоза «Коммунист» (центр — деревня Кабановка).
До 2013 года входила в состав Кабановского сельсовета, ныне упразднённого.

## Население

### Численность
- 2004 год — 63 хозяйства, 95 жителей.

### Динамика
- 1850 год — 28 дворов, 106 жителей.
- 1897 год — 37 дворов, 245 жителей (согласно переписи).
- 1925 год — 94 двора.
- 1940 год — 153 двора, 530 жителей.
- 1959 год — 632 жителя (согласно переписи).
- 2004 год — 63 хозяйства, 95 жителей.

## Достопримечательность
- Деревянная ветряная мельница XIX в. Перевезена в Миколин Остров Светлогорского района.